# Ticopó
Ticopó es una localidad rural, ubicada en el estado mexicano de Yucatán, específicamente en el municipio de Acanceh que se encuentra en la Zona Influencia Metropolitana o Región VI del mismo estado.
La localidad tiene una altitud de 10 metros sobre el nivel del mar y su población era de 1660 habitantes en 2010, según el censo realizado por el INEGI. El poblado se localiza a una distancia de 28 km de la ciudad capital del estado, Mérida.

## Geografía e Infraestructura

### Localización
Ticopó se localiza en las coordenadas 20°53′21″N 89°23′22″O / 20.88917, -89.38944 (20.889167, -89.389444). De acuerdo con el censo de 2010, la población tenía una altitud promedio de 10 metros sobre el nivel del mar.
Infraestructura
Cuenta con un Salón del Reino de los Testigos de Jehová.

## Importancia histórica
Tuvo su esplendor durante la época del auge henequenero y emitió fichas de hacienda las cuales por su diseño son de interés para los numismáticos. Dichas fichas acreditan la hacienda como propiedad de Lorenzo Peón en 1888.

## Demografía
Según el censo de 2010 realizado por el INEGI, la población de la localidad era de 1660 habitantes, de los cuales 777 eran hombres y 883 mujeres.

## Galería

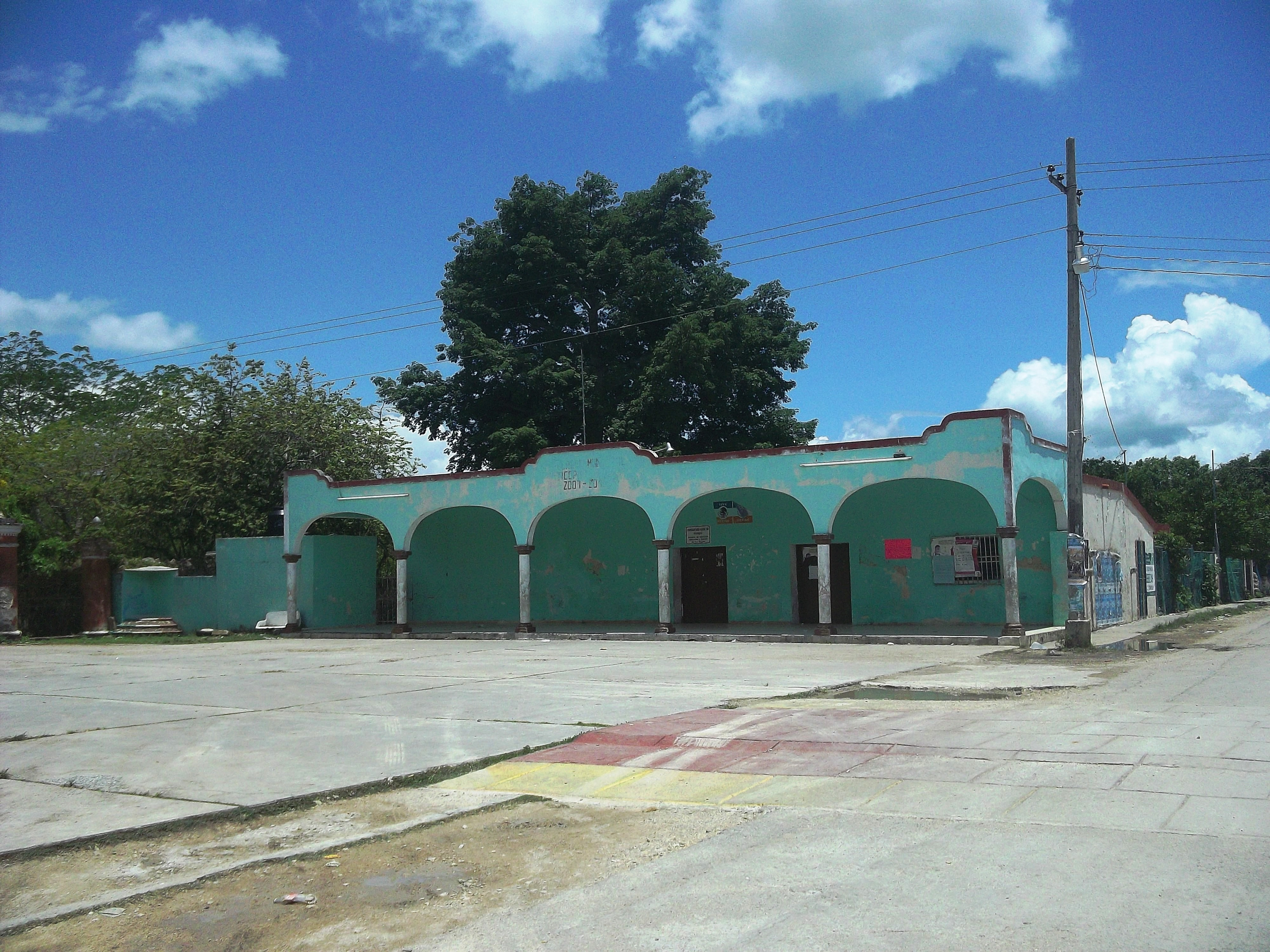
Casa comisarial de Ticopó.
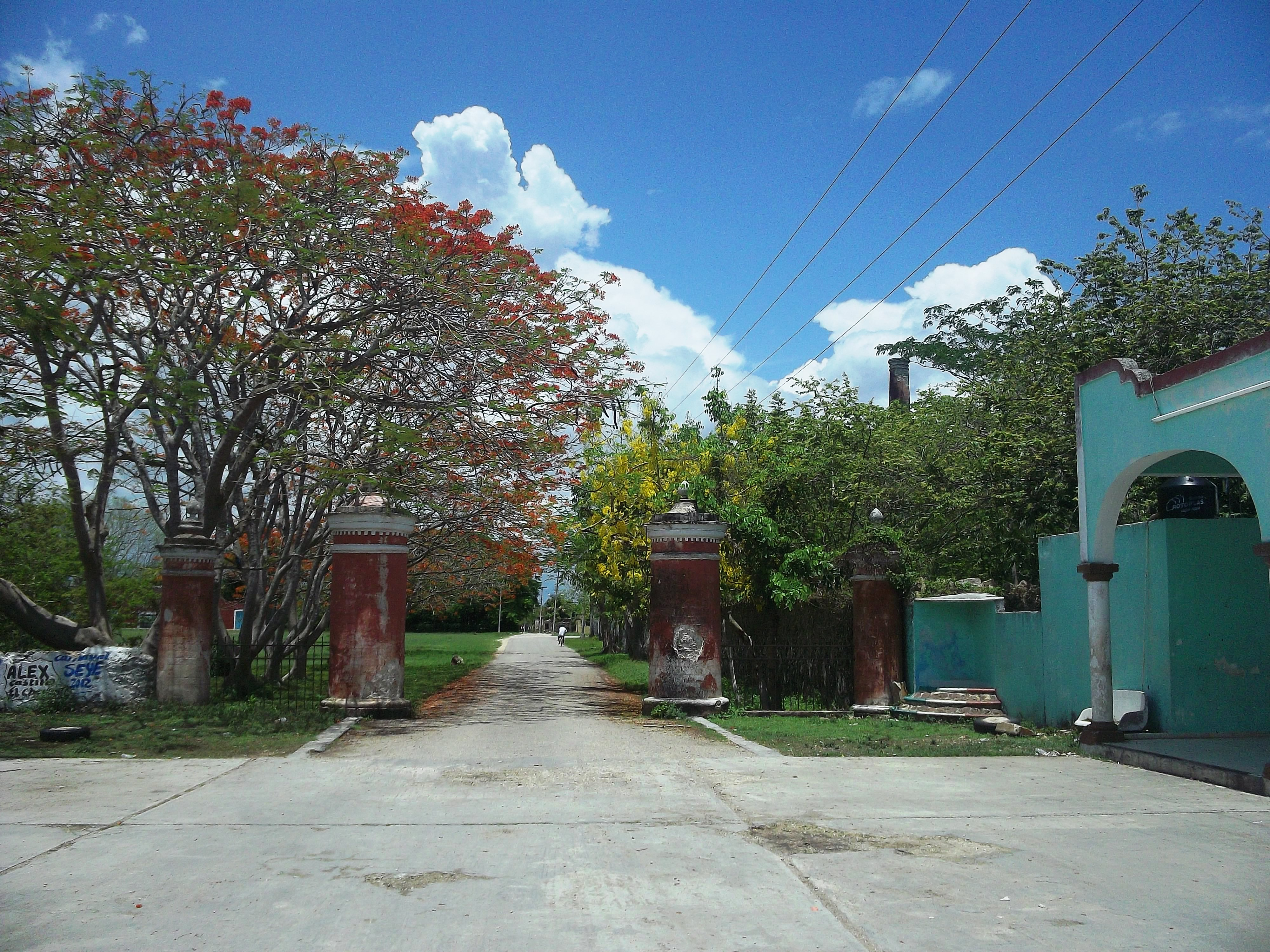
Hacienda de Ticopó.
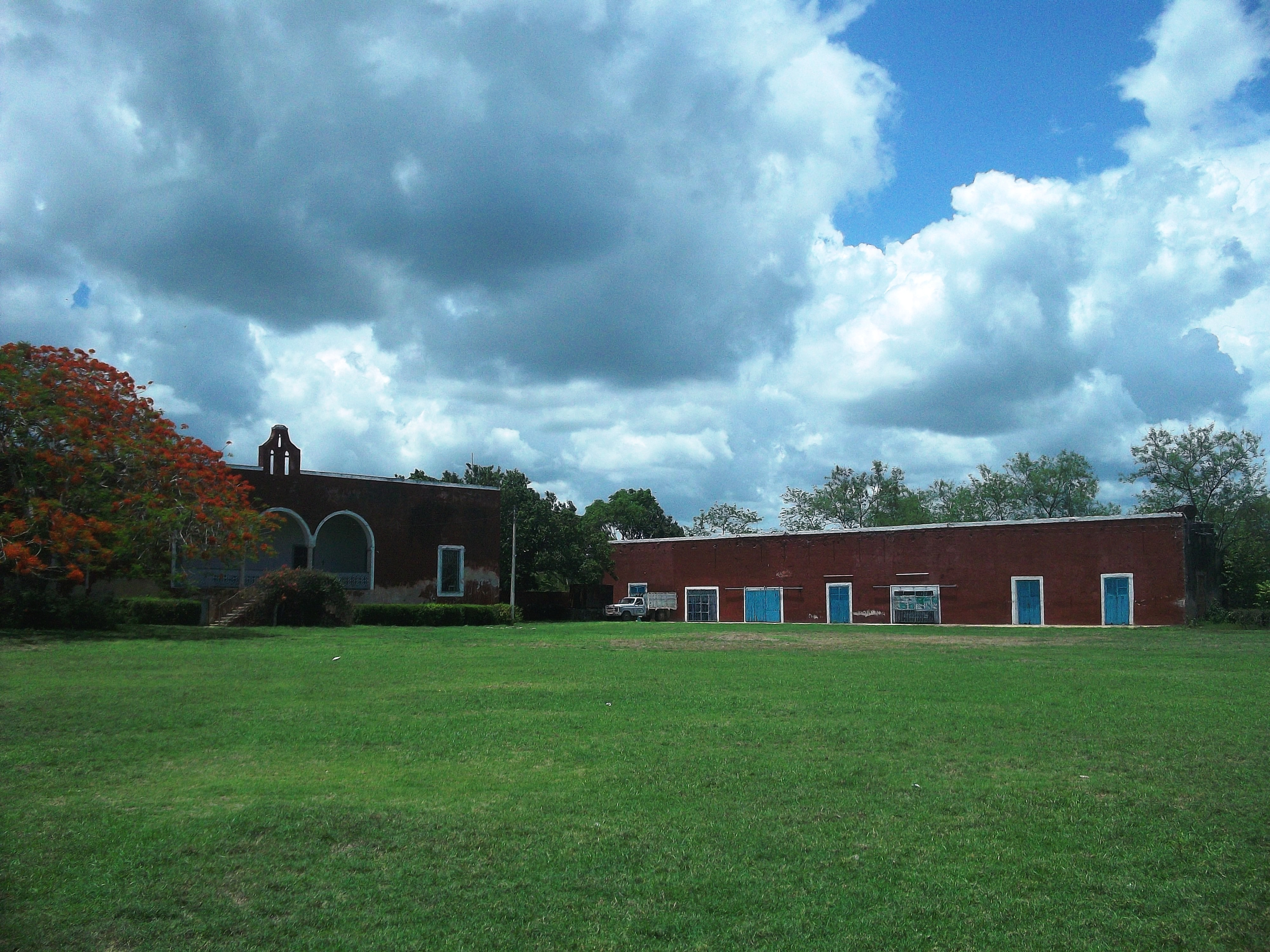
Hacienda de Ticopó.
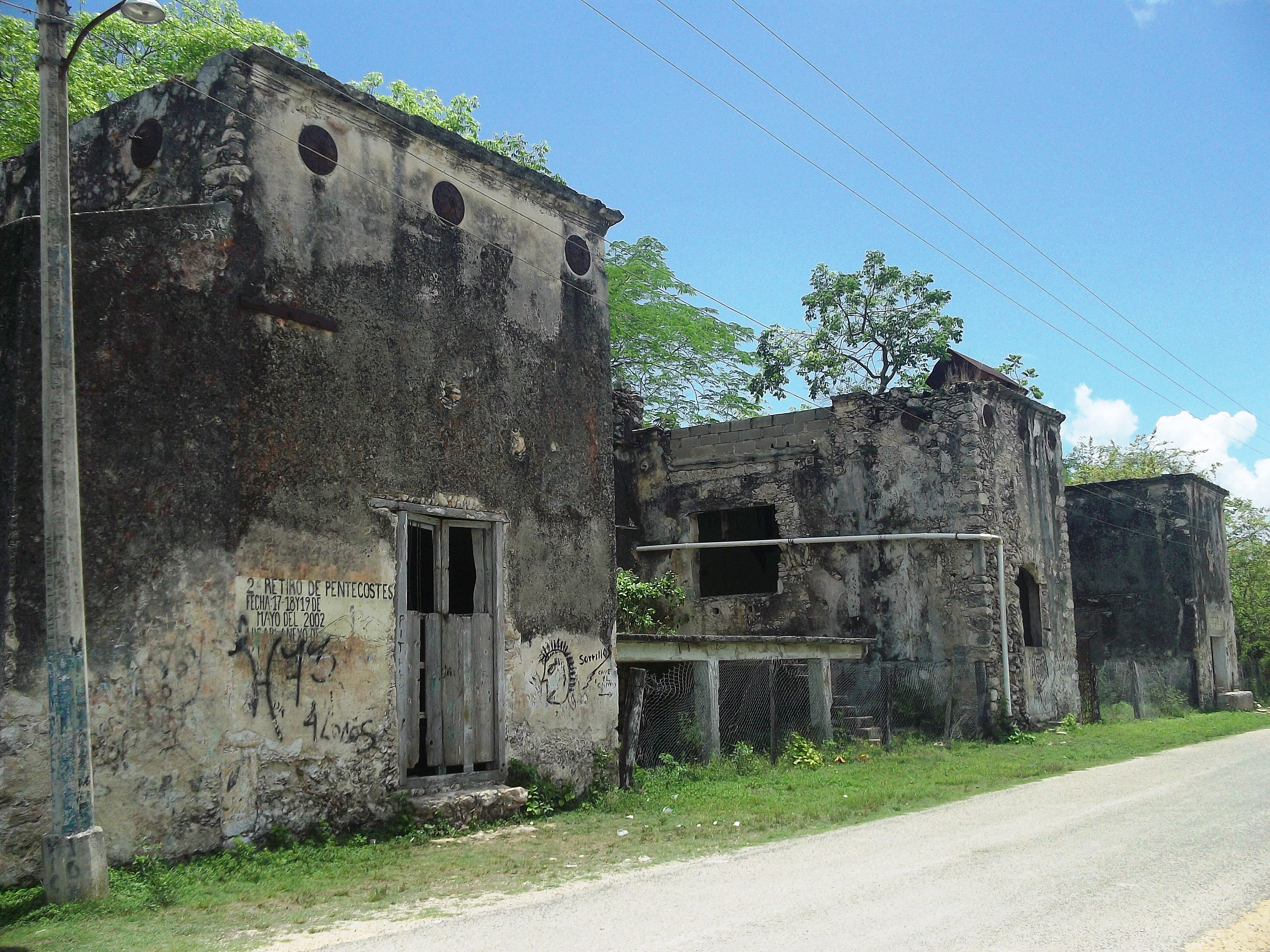
Hacienda de Ticopó.
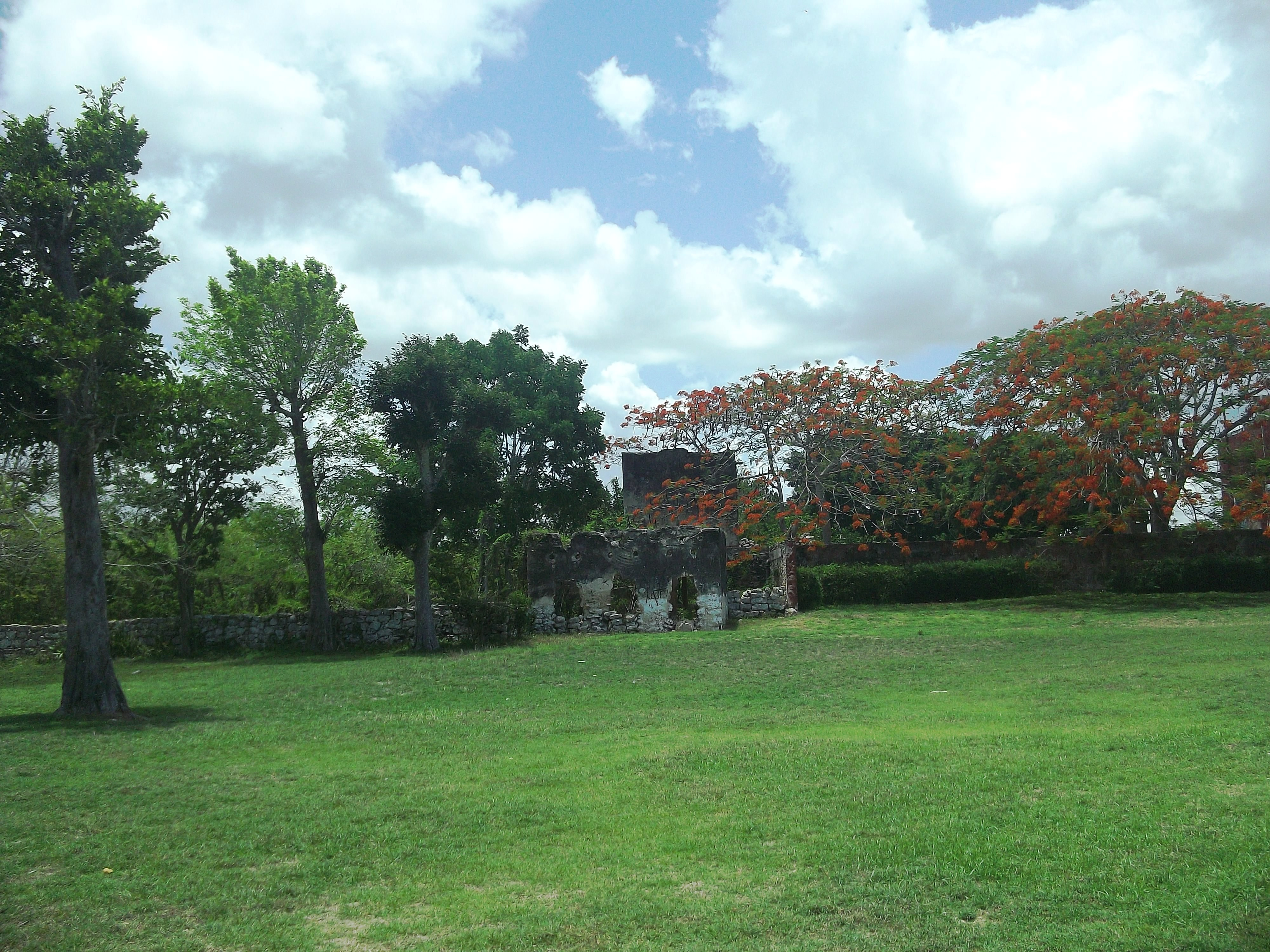
Hacienda de Ticopó.
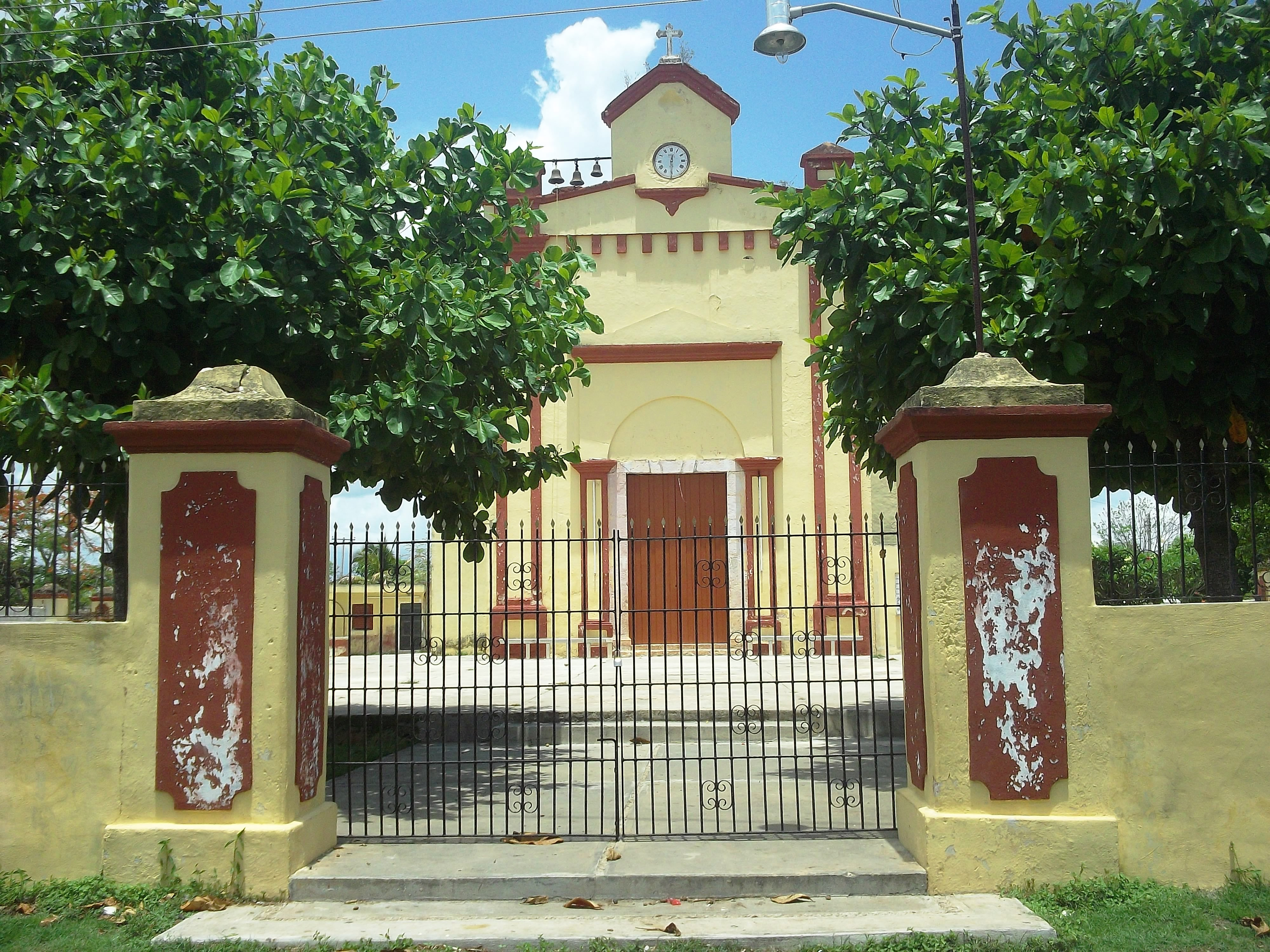
Iglesia principal de Ticopó.
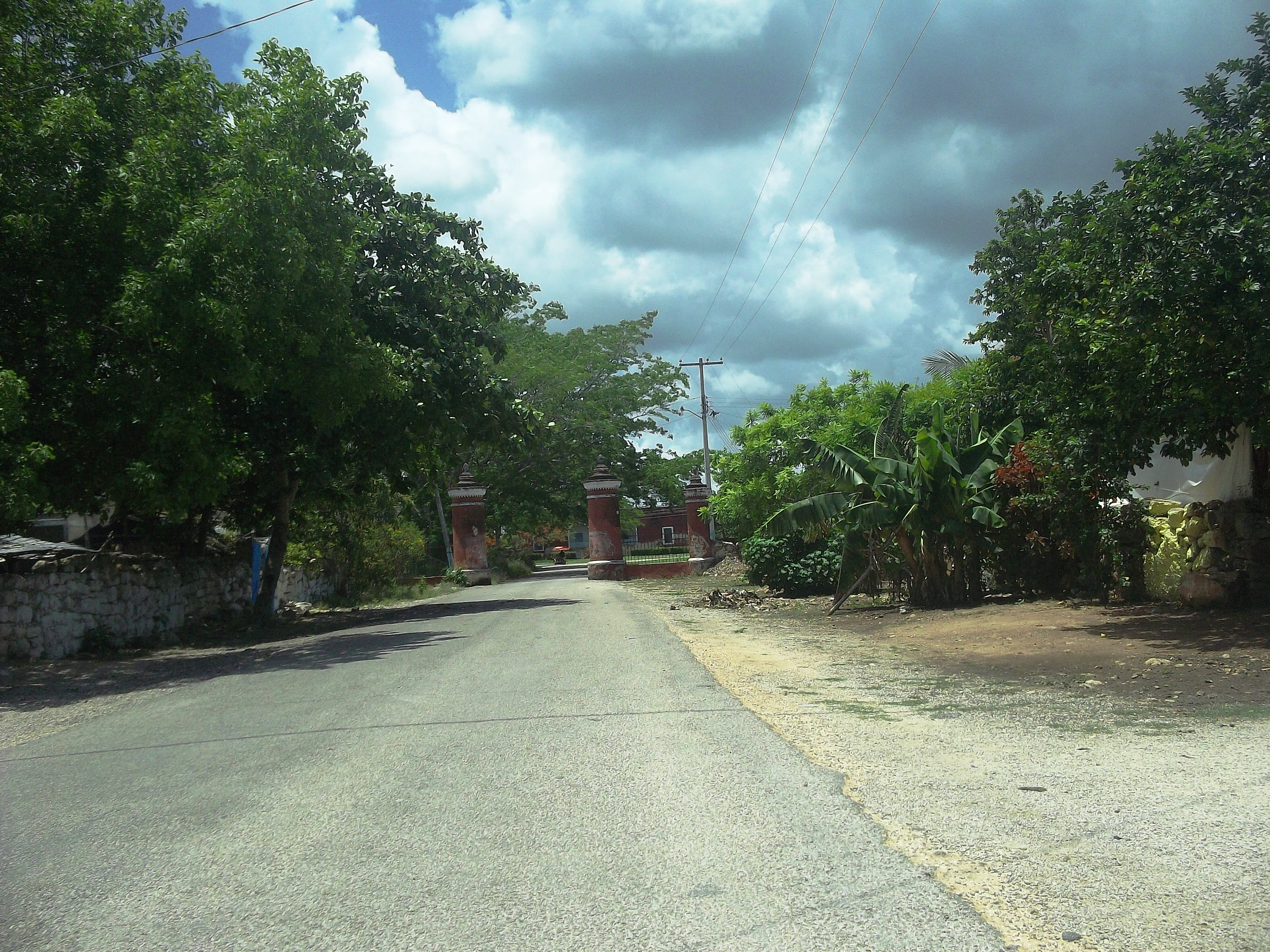
Hacienda de Ticopó.
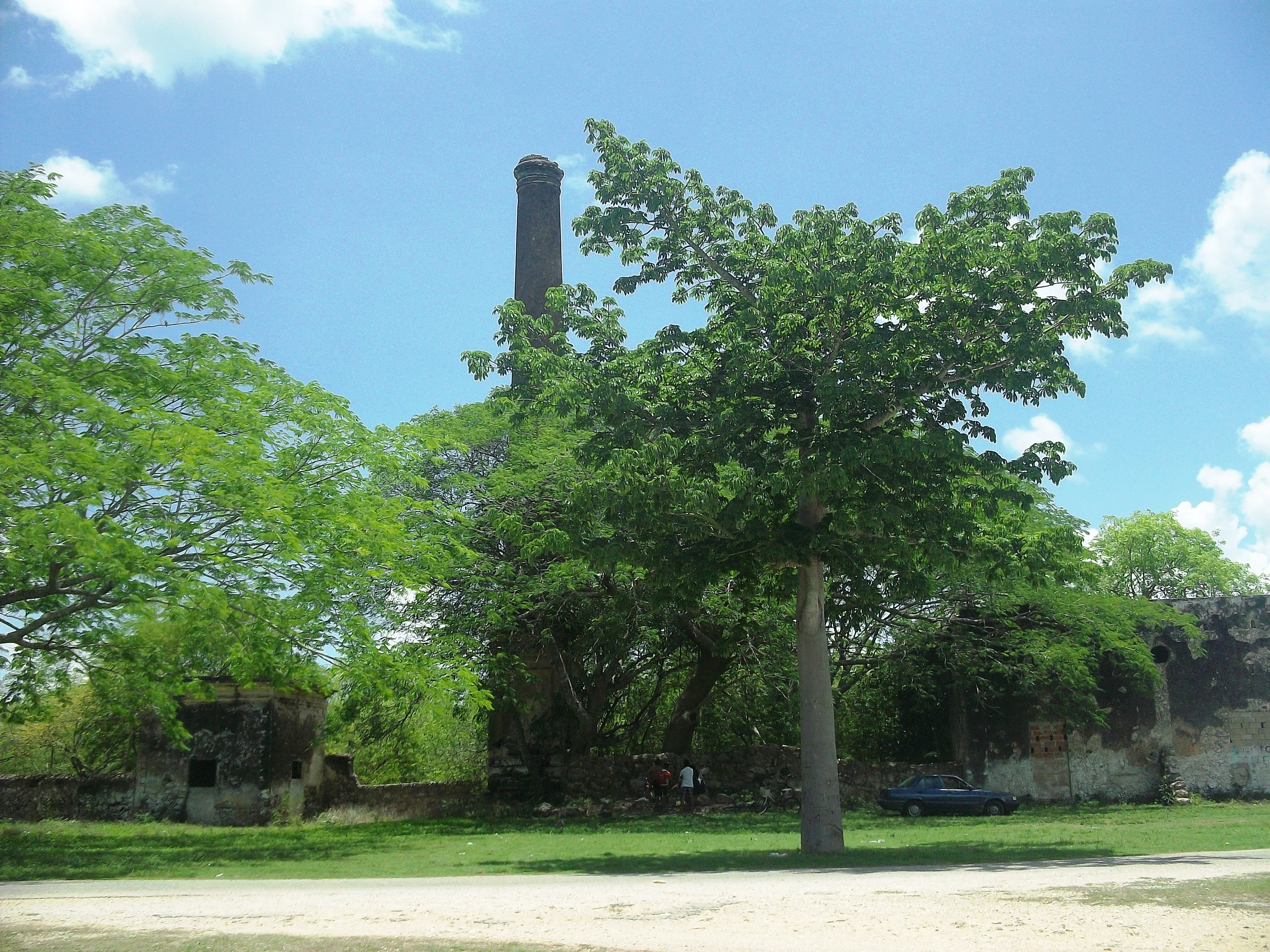
Hacienda de Ticopó.
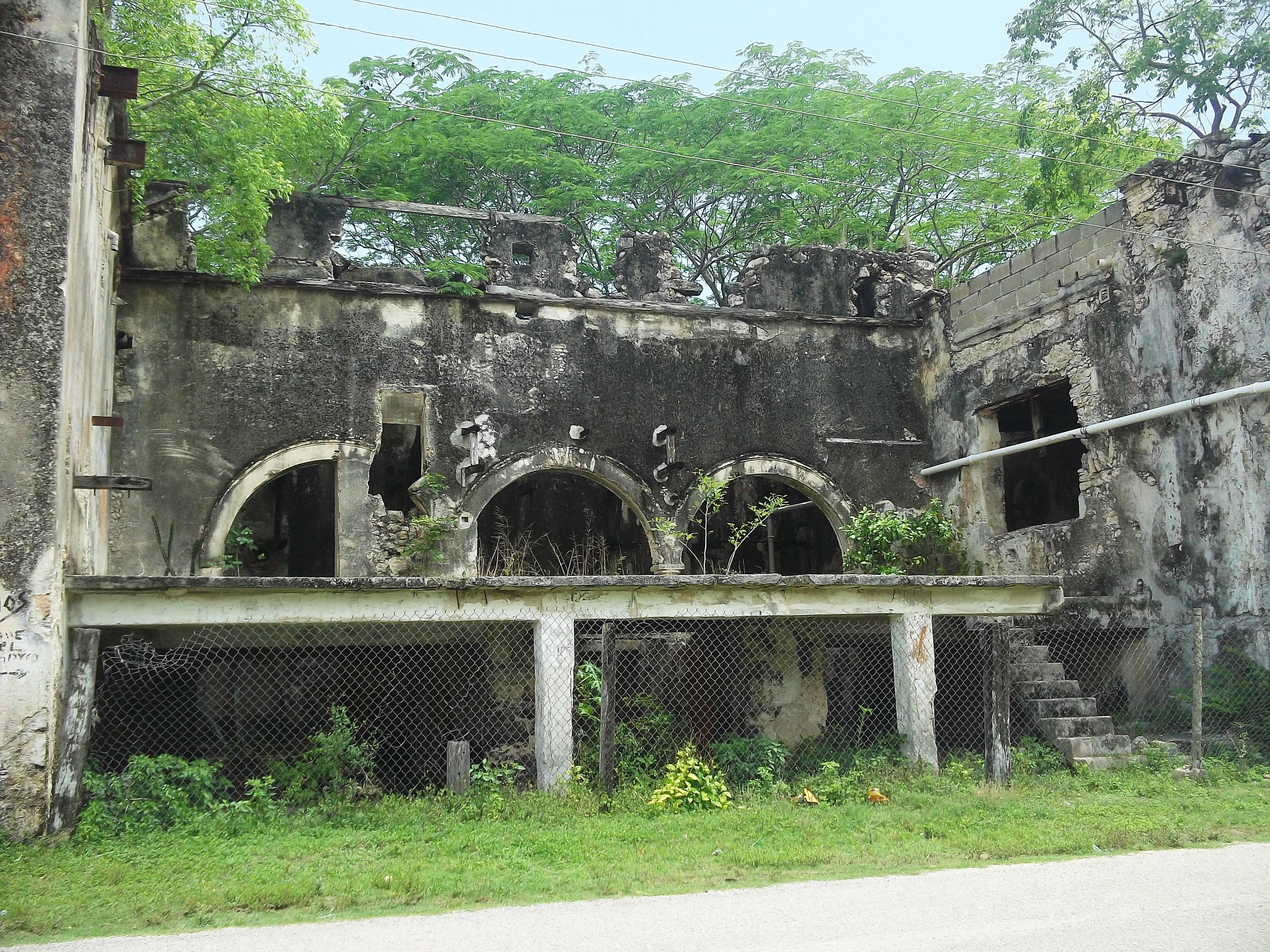
Hacienda de Ticopó.
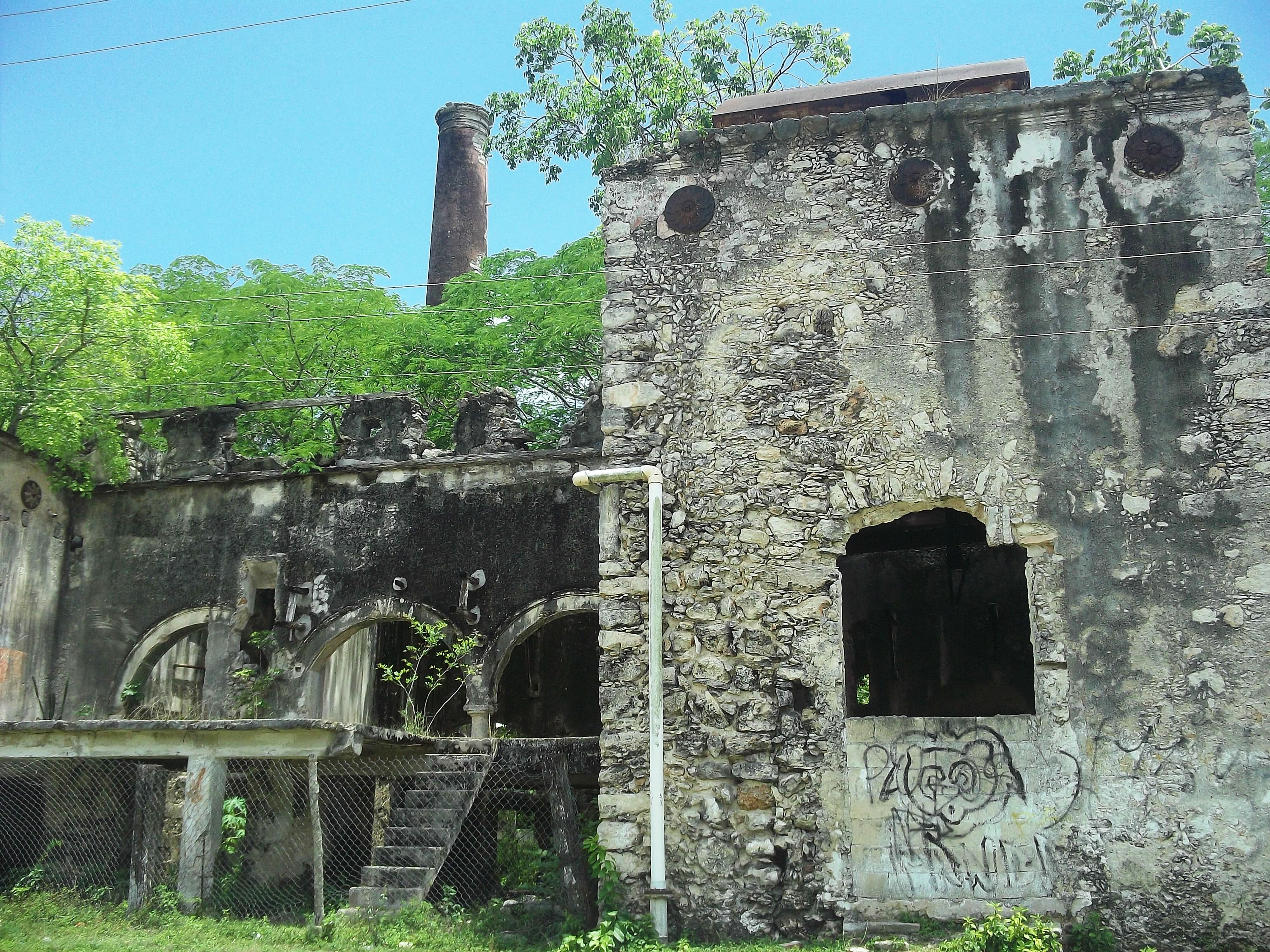
Hacienda de Ticopó.
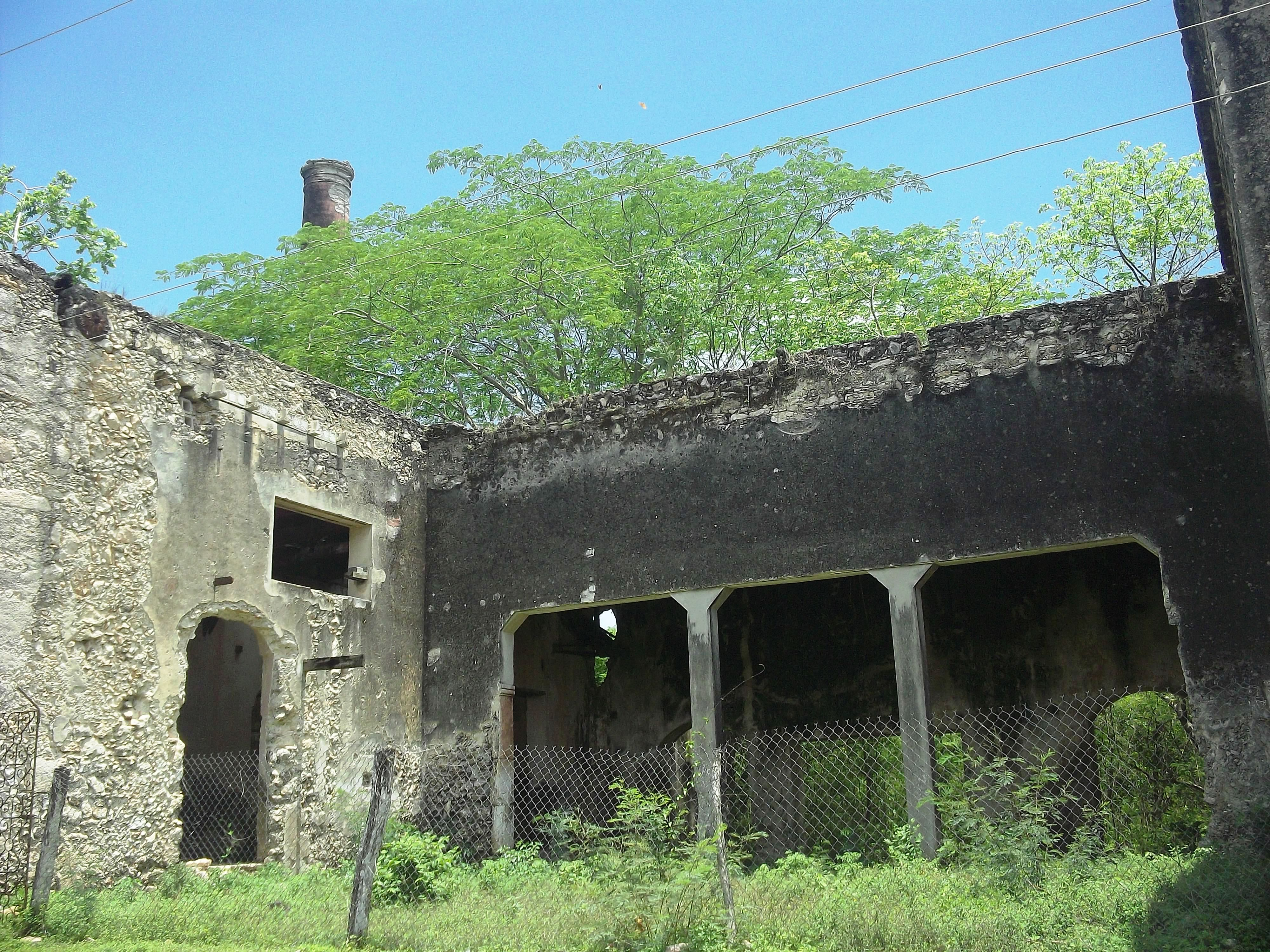
Hacienda de Ticopó.
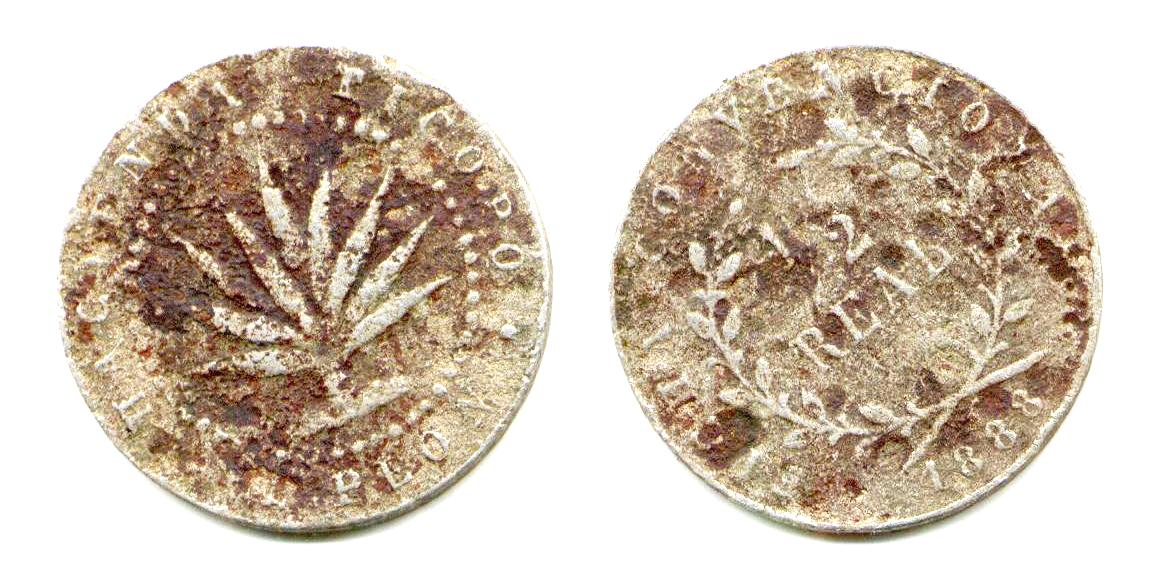
Ficha de hacienda por 1/2 real.